# 克里奧 (加利福尼亞州)
克里奧（英語：Clio）是位於美國加利福尼亞州普盧默斯縣的一個人口普查指定地區。

## 地理
克里奧的座標為39°44′42″N 120°34′17″W / 39.74500°N 120.57139°W，而該地最高點為海拔高度1346米（即4416英尺）。

## 人口
根據2010年美國人口普查的數據，克里奧的面積為1.491平方千米，當中陸地面積為1.491平方千米，而水域面積為0.000平方千米。當地共有人口66人，而人口密度為每平方千米44人。